# 쏜애플
쏜애플(Thornapple)은 대한민국의 3인조 록 밴드이며 주 장르는 사이키델릭 록이다. 2009년에 밴드 '가시사과'라는 이름으로 데뷔하였고, 결성 초반에는 홍대 부근에서 공연 위주의 활동으로 이름을 알리기 시작하였다. 2010년 '가시사과'에서 '쏜애플'로 밴드 이름을 바꾸고 그해 7월, 첫번째 정규 앨범 '난 자꾸 말을 더듬고 잠드는 법도 잊었네'를 발매하였다. 앨범 발매 직후 윤성현과 심재현의 군입대로 2년여간의 공백기를 가지다 2012년 12월에 복귀, 2013년 Mnet 프로그램 'MUST 밴드의 시대'에서 기량을 드러내고 그 해 6월 해피로봇 레코드와 전속계약을 맺고 본격적인 활동을 시작하였다. 계약 1년 후 2집 '이상기후'를 발매하였다. 이후 2016년엔 5곡이 담긴 EP '서울병'을 발매하고 공연 활동을 이어나갔다. 3년 뒤인 2019년 7월, 정규 3집 '계몽'을 발매하였다. 2021년, 문화콘서트 난장에서 올해 하반기 발매를 목표로 새 EP를 준비하고 있다고 밝혔다. 그리고 2023년 8월 28일, 두 번째 EP '동물'을 발매했다.

## 구성원
|        |                                                                                        |
| 이름   | 소개                                                                                   |
| 윤성현 | - 생년월일 : 1986년 1월 8일(39세) - 학력 : 중앙대학교 영어영문학 - 포지션 : 보컬, 기타 |
| 방요셉 | - 생년월일 : 1990년 11월 10일(34세) - 학력 : 국제예술대학 실용음악과 - 포지션 : 드럼   |
| 홍동균 | - 생년월일 : 1988년 4월 10일(37세) - 포지션 : 기타                                     |

## 음반 목록
| 순서 | 앨범 정보                                                           | 트랙 리스트 |
| ---- | ------------------------------------------------------------------- | --- |
| 1    | 《난 자꾸 말을 더듬고 잠드는 법도 잊었네》 발매일 : 2013년 1월 29일 | 1. 피어나다 2. 오렌지의 시간 3. 빨간 피터 4. 아가미 5. 도롱뇽 6. 청색증 7. 너의 무리 8. 플랑크톤 9. 이유 10. 매미는 비가 와도 운다 뮤직비디오  |
| 2    | 《이상기후》 발매일 : 2014년 6월 12일                               | 1. 남극 2. 시퍼런 봄 3. 피난 4. 백치 5. 살아있는 너의 밤 6. 낯선 열대 뮤직비디오 7. 암실 8. 베란다 9. 아지랑이 10. 물가의 라이온               |
| 3    | 《서울병》 발매일 : 2016년 5월 19일                                 | 1. 한낮 2. 석류의 맛 3. 어려운 달 4. 장마전선 5. 서울 뮤직비디오                                                                               |
| 4    | 《행복한 나를》 발매일 : 2019년 1월 16일                            | 1. 행복한 나를 (Prod. by 박근태) |
| 5    | 《계몽》 발매일 : 2019년 7월 4일                                    | 1. 마술 2. 수성의 하루 3. 2월 4. 로마네스크 뮤직비디오 5. 위에서 그러했듯이 아래에서도 6. 기린 7. 넓은 밤 8. 뭍 9. 은하 뮤직비디오 10. 검은 별 |
| 6    | 《동물》 발매일 : 2023년 8월 28일                                   | 1. 멸종 뮤직비디오 2. 할시온 3. 살 4. 파리의 왕 5. 게와 수돗물 뮤직비디오                                                                      |

## 출연
- MUST 밴드의 시대 (Mnet, 2013년)
- 유희열의 스케치북 (KBS, 2015년 9월 5일)
- 문화콘서트 난장 (MBC, 2021년 4월 10일)[1]

## 수상
- KT&G 밴드 디스커버리 슈퍼 디스커버리 최우수상